# Dorfkirche Gorschendorf

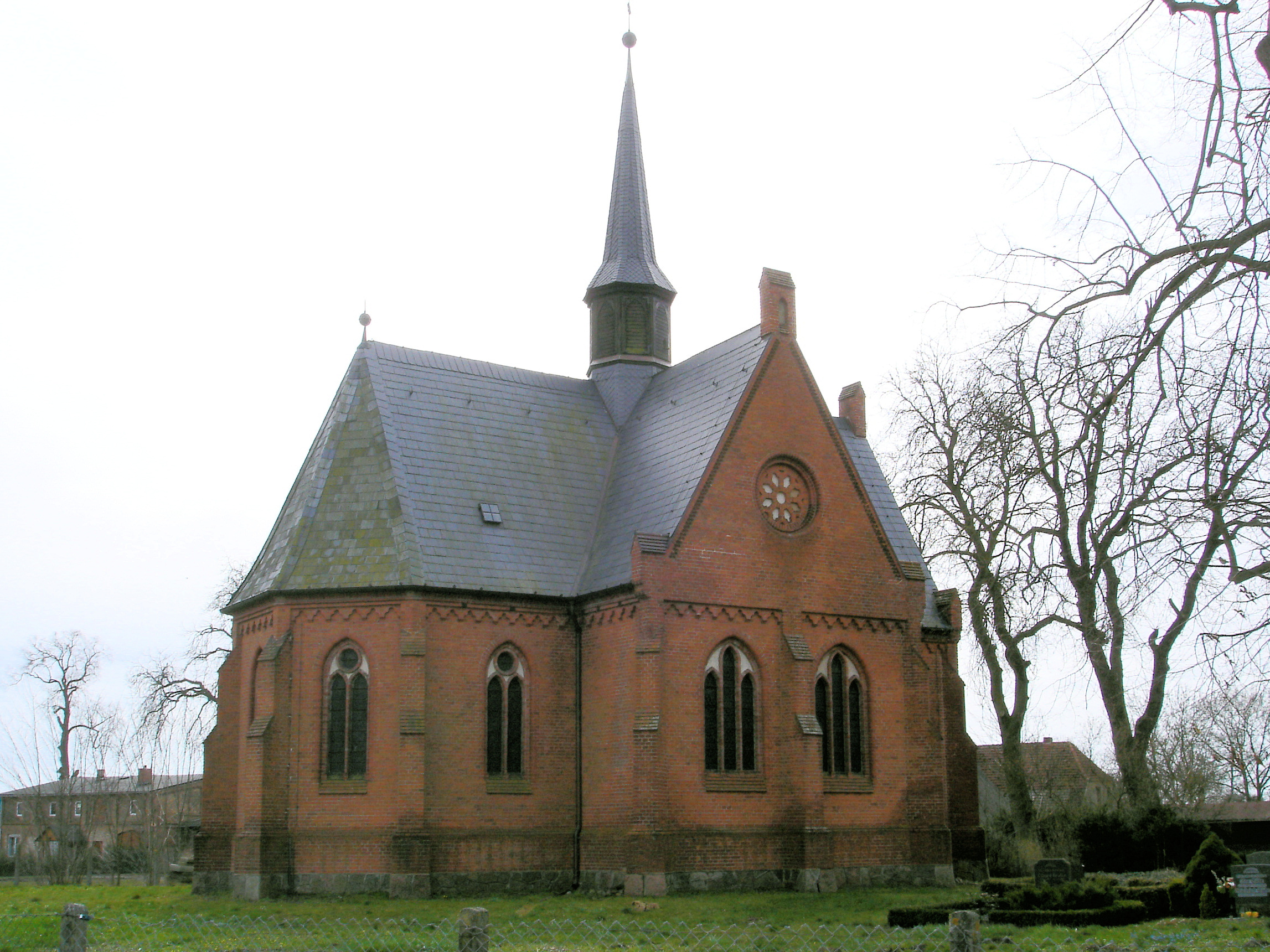
Dorfkirche in Gorschendorf

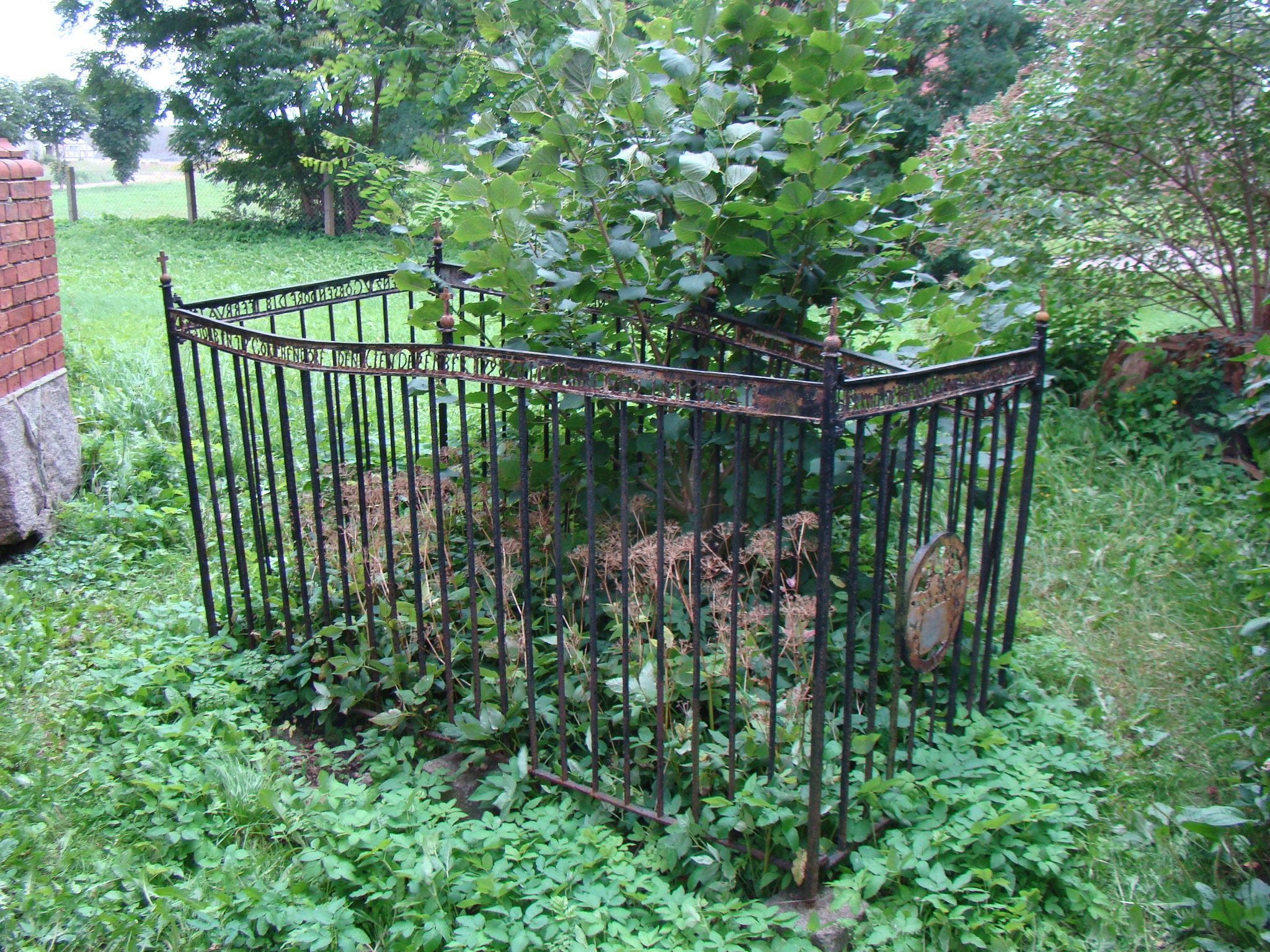
Grabstelle der S. L. von Wickede (1798)

Die Dorfkirche in Gorschendorf, einem Ortsteil von Malchin im Landkreis Mecklenburgische Seenplatte in Mecklenburg-Vorpommern, wurde im späten 19. Jahrhundert errichtet. Die Kirchengemeinde gehört zur Propstei Rostock im Kirchenkreis Mecklenburg der Evangelisch-Lutherischen Kirche in Norddeutschland (Nordkirche).
Bei der Kirche handelt es sich um einen kreuzförmigen Backsteinbau im Stil der Neogotik mit Dachreiter. Die Ausstattung der Kirche stammt im Wesentlichen aus der Erbauungszeit, wenngleich sich im Kirchenschatz verschiedene ältere liturgische Geräte erhalten haben, darunter ein vergoldeter Silberkelch aus dem 14. Jahrhundert sowie ein Silberkelch, eine Silberdose und zwei Zinnleuchter aus dem 18. Jahrhundert. Die Kirche besitzt zwei Glocken: eine von 1512 und eine 1859 bei Schünemann in Demmin gegossene. Die Orgel ist ein Werk von Marcus Runge aus dem Jahr 1903 mit vier Registern auf einem Manual und Pedal.
Bei der Kirche befindet sich die wie auch die Kirche unter Denkmalschutz stehende Grabstelle der Sophia Ludovica von Wickede geb. von Blücher (1767–1798). Das Grab ist mit einem eisernen Zaun umgeben, in dessen oberen Abschluss umlaufende Buchstaben mit Namen und Lebensdaten der Bestatteten eingearbeitet sind.